# Steve Kroft

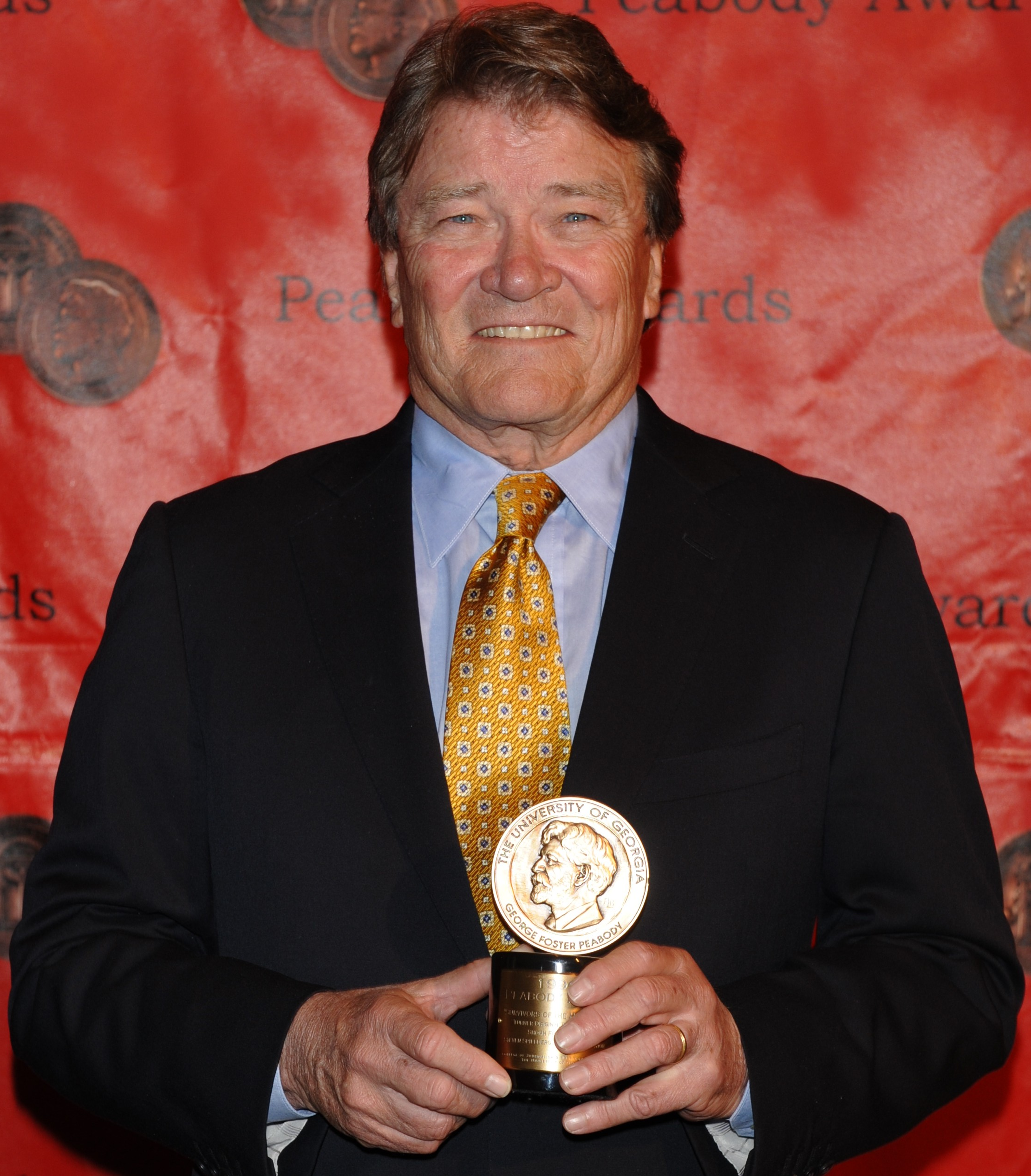
Steve Kroft 2010

Steve Kroft (* 22. August 1945 in Kokomo, Indiana) ist ein US-amerikanischer Journalist und langjähriger Korrespondent der Nachrichtensendung 60 Minutes. Seine investigativen Reportagen wurden mit drei Peabody Awards und neun Emmys ausgezeichnet.

## Leben
Kroft besuchte die Syracuse University, die er mit einem Bachelor of Science im Jahre 1967 abschloss. Nach seiner Promotion wurde er einberufen und diente im Vietnamkrieg. Als Reporter des AFN in der 25. US-Infanteriedivision, die in Củ Chi stationiert war, berichtete er über die Invasion in Kambodscha. Kroft erhielt mehrere Auszeichnungen für seine Arbeit, darunter die „Bronze Star Medal for Meritorius Achievement“. Später arbeitete er als Korrespondent und Fotograf für die „Stars and Stripes“.
Kurz nach seiner Entlassung aus der Armee im Jahr 1971 begann er seine Karriere als Reporter für „WSYR-TV“ in Syracuse (New York). 1974 schrieb er sich an der Columbia University Graduate School of Journalism ein und machte dort 1975 seinen Master. Im Anschluss an seine Graduierung zog Kroft nach Florida und arbeitete für zwei Sender der Washington Post Company. Seine investigativen Reportagen für „WJXT“ in Jacksonville über lokale Korruption führten zu mehreren Untersuchungen durch die Grand Jury. 1977 wechselte er zum Sender „WPLG-TV“ in Miami, wo seine Arbeiten die Aufmerksamkeit von „CBS News“ erregten.
Kroft lebt mit seiner Frau Jennet Conant (Journalistin und Autorin) und seinem Sohn in New York City.

## Karriere
Kroft kam im Jahr 1980 als Reporter zu „CBS News“ in New York City. Im darauffolgenden Jahr wurde er Korrespondent und zog nach Dallas, wo er bis 1983 blieb. Anschließend arbeitete er wieder in Miami. Im Zuge seiner Arbeit bereiste er regelmäßig die Karibik und Lateinamerika, um über den Bürgerkrieg in El Salvador und die US-Invasion in Grenada zu berichten.
1984 wurde Kroft als Auslandskorrespondent in das CBS-Büro in London berufen. Seine Reportagen führten durch ganz Europa, Afrika, Asien und den Mittleren Osten. Viele seiner Berichte handelten vom internationalen Terrorismus und religiös motivierter Gewalt, wie den Entführungen des TWA Fluges 847 oder der Achille Lauro. Er schrieb über die Angriffe auf die Flughäfen in Rom und Wien am 27. Dezember 1985 durch die Abu-Nidal-Organisation, den libanesischen Bürgerkrieg und die Gewalt in Nordirland. Für seinen Bericht über die Ermordung von Indira Gandhi 1984 gewann er einen Emmy. 1986 kam Kroft zurück in die Vereinigten Staaten und arbeitet als Chef-Korrespondent für das Magazin „West 57th“, bis dieses im Frühjahr 1989 eingestellt wurde.
Im September 1989 wechselten Kroft und „Meredith Viera“, die bei „West 57th“ Kollegen waren, zur Sendung 60 Minutes. 1990 war Kroft der erste amerikanische Journalist, dem ein umfassender Zugang zum kontaminierten Kernkraftwerk in Tschernobyl gewährt wurde. Für seine Reportage darüber gewann er einen Emmy. Nach Vorwürfen der Untreue während der US-Präsidentschaftswahlen 1992 gaben ihm Gouverneur Bill Clinton und seine Frau Hillary ein Exklusiv-Interview, das als Schlüsselmoment dieses Wahlkampfes gilt.
Für seine 1992 veröffentlichte Reportage über einen „Friendly-Fire“-Zwischenfall im Zweiten Golfkrieg gewann er seinen ersten Peabody Award. Für seinen Bericht über Senator Bob Dole und das Exposé über die kubanische Regierung und ihre Quarantäne Aids-infizierter Menschen aus dem Jahr 1994 gewann Kroft je einen Emmy Award. 2003 erhielten er und der Rest des Teams der Sendung 60 Minutes den „Lifetime Achievement“ Emmy.
1993, in einer Episode von Murphy Brown, und 2000 in Schmalspurganoven spielte Kroft sich selbst.
Im Mai 2019 wurde bekannt, dass Kroft nach 30 Jahren bei 60 Minutes in den Ruhestand geht.

## Auszeichnungen
- 9 Emmy Awards, davon ein „Lifetime Achievement Emmy“ (2003)[1]
- 3 Peabody Awards[1]
- 1992 erhielt Kroft mit der „George Arents Medal“ die höchste Alumni-Auszeichnung der Syracuse University
- Von der Indiana University, State University of New York sowie der Long Island University wurde er mit einem Ehrendoktor ausgezeichnet